# Daxata
Daxata is een kevergeslacht uit de familie van de boktorren (Cerambycidae). De wetenschappelijke naam van het geslacht werd voor het eerst geldig gepubliceerd in 1864 door Pascoe.

## Soorten
Daxata omvat de volgende soorten:
- Daxata lepesmei Breuning, 1961
- Daxata anterufipennis Breuning, 1961
- Daxata confusa Pascoe, 1869
- Daxata laosensis Breuning, 1938
- Daxata sumatrensis Breuning, 1961
- Daxata ustulata Pascoe, 1866
- Daxata camelus Pascoe, 1864